# 阿罗特图

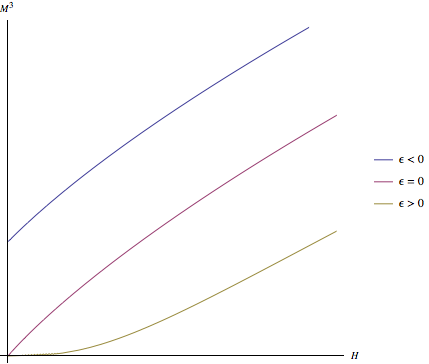
考虑简单平均场铁磁相变的阿罗特图。注意到此图以 M^{3} 为纵轴，H 为横轴，与一般定义的阿罗特图（以 M^{2} 为纵轴，H/M 为横轴）等价。

在凝聚态物理学中，阿罗特图（Arrott Plot），或称为Arrott图、Arrott曲线，是以材料的磁化强度的平方（{\displaystyle M^{2}}）为纵轴，外部磁场与磁化强度的比例（{\displaystyle H/M}）为横轴所作的图像，其中的每条曲线都对应着某一特定的温度。阿罗特图可以简单地测定材料的铁磁相关的性质。阿罗特图由美国物理学家安东尼·阿罗特（Anthony Arrott）在1957年提出，被用作一种研究材料磁性的手段。

## 理论
基于金兹堡－朗道方程对于磁性的平均场图像，铁磁性材料在相变点附近的自由能可以写作：
{\displaystyle F(M)=-HM+a{\frac {T-T_{c}}{T_{c}}}M^{2}+bM^{4}+\ldots }
其中 {\displaystyle M} 既为磁化强度，也是方程的序参量（order parameter）；{\displaystyle H} 表示外部磁场，{\displaystyle T_{c}} 为临界温度，{\displaystyle a} 和 {\displaystyle b} 是和材料相关的常数。
当自由能取极小值时可得以下的关系式：
{\displaystyle M^{2}={\frac {1}{4b}}{\frac {H}{M}}-{\frac {a}{2b}}\epsilon }
其中 {\displaystyle \epsilon ={\frac {T-T_{c}}{T_{c}}}} 是和温度相关的无量纲量。

## 应用
如果在不同的温度下绘制 {\displaystyle M^{2}} 相关于 {\displaystyle H/M} 的曲线，中间的一条通过原点的直线所对应的温度即为临界温度。因此，如果某材料有铁磁相，阿罗特图就可以用于确定该材料相变的临界温度。